# Колбейн Тордарсон
Заголовок цієї статті — це ісландське ім'я, де Колбейн — особове ім'я, а Тордарсон — ім'я по батькові. 
Колбейн Тордарсон (ісл. Kolbein Þórðarson, нар. 12 березня 2000, Коупавогюр, Ісландія) — ісландський футболіст, півзахисник шведського клубу «Гетеборг» та національної збірної Ісландії.

## Клубна кар'єра
Свою ігрову кар'єру Колбейн Тордарсон починав у клубі Урвалсдейлд «Брєйдаблік» з міста Коупавогюр. У клубі Колбейн провів три сезони і зіграв понад 30 матчів.
У 2019 році футболіст перейшов до бельгійського клубу «Ломмель».
У серпні 2023 року підписав угоду з шведським «Гетеборгом».

## Збірна
У червні 2021 року у товариському матчі проти команди Польщі Колбейн Тордарсон дебютував у національній збірній Ісландії, коли наприкінці матчу вийшов на заміну замість Арона Гюннарссона.